# キューピーベビーシリーズ
キューピーベビーシリーズは牛乳石鹸が展開する、赤ちゃんをはじめとする、幼児を対象にした製品、シリーズ。
発売は1961年(昭和36年)のロングセラー製品である。赤ちゃんの皮膚は、大人と比べて薄くデリケートで、皮脂分泌が少なく、たくさん汗をかく。そのため大人用とは異なり、やさしく洗えて、皮脂を取りすぎずに、汚れはきちんと落とすよう工夫されている。また誤って口に入れてしまった場合でも、すぐ吐き出すよう、大変苦く感じるよう製造されている。

## 概要
1961年(昭和36年)、牛乳石鹸が赤ちゃん専用をメインに幼児を対象とした「牛乳ベビー石鹸」を発売。1969年(昭和44年)には、同シリーズのシャンプーを発売、以降時流にあわせてベビー用各種製品を販売し、今日に至っている。

## キャラクター
シリーズ名にもあるようにキューピーをメインのキャラクターとして使用しており、親しまれている。
キユーピー社とは商標権の棲み分けが明確にされている。

## 歴史
1961年(昭和36年)
- 牛乳ベビー石鹸【発売】

1969年(昭和44年)
- キューピーベビーシャンプー【発売】

1979年(昭和44年)
- 牛乳ベビー石鹸　キューピーベビーシャンプー【発売】

1983年(昭和54年)
- キューピーベビーバブルス　キューピーベビーフォーム　キューピーベビーシャンプー　キューピーソープ 【発売】

1986年(昭和61年)
- キューピーベビーオイル　キューピーベビーローション【発売】

1988年(昭和63年)
- 牛乳ベビー石けん　キューピーシャンプー　リンス【リニューアル】

1991年(平成3年)
- 牛乳マイルド石けん　マイルドシャンプー【リニューアル】

1993年(平成5年)
- ボディウォッシュ【デザインリニューアル】

2001年(平成13年)
- ベビーせっけん　全身ベビーソープ（ポンプ付・詰替用）　ベビーシャンプー【発売】

2002年(平成14年)
- ベビーシャンプー（ポンプ付）【発売】

2005年(平成17年)
- 全身ベビーソープ泡タイプ（ポンプ付・詰替用）【シリーズ全品デザインリニューアル】

2007年(平成19年)
- 全身ベビーシャンプー泡タイプ（ポンプ付・詰替用）【発売】

2010年(平成22年)
- デザインリニューアル　ベビーミルクローション【発売】

2012年(平成24年)
- しっとりベビー全身ベビーソープ泡タイプ（ポンプ付・詰替用）【発売】

2016年(平成28年)
- しっとりベビー全身ベビーソープ　ベビーせっけんの香り　泡タイプ（ポンプ付・詰替用）【発売】
- マザーズセレクション大賞受賞

## 参考サイト・出典
- キューピーベビーシリーズ